# Droga bez powrotu 6: Hotel na uboczu
Droga bez powrotu 6: Hotel na uboczu (tytuł oryg. Wrong Turn 6: Last Resort) – amerykański film fabularny (horror) z 2014 roku, według scenariusza Franka H. Woodwarda i w reżyserii Valeri Milev, będący kontynuacją serii Wrong Turn.

## Opis fabuły
Rodzeństwo Hillicker: Trójpalczasty (Three Finger), Piłozębny (Saw Tooth) i Jednooki (One Eye) mordują parę motocyklistów na szlaku rowerowym w Zachodniej Wirginii. Bracia są pod opieką swoich krewnych Jacksona i Sally, opiekunów miejscowego kurortu hotelowego Hobbs Springs.
Danny wraz ze swoją dziewczyną Toni, jej brat Rodem, Vic, Charlie, Bryan i jego dziewczyna Jillian udają się do ośrodka Hobbs Springs w celu otrzymania spadku po rodzinie Danny'ego. Grupa przyjaciół dociera do hotelu gdzie zostaje powitana i ugoszczona przez Jacksona i Sally. Bryan i Jillian, następnego dnia robiący zakupy, zostają poinformowani przez szeryfa Doucette o dziwnych zaginięciach mieszkańców miasta, w tym gości hotelowych. Kiedy odjeżdża, Doucette wpada na blokadę drogową, gdzie zostaje zabity przez Trójpalczastego (Three Finger). Zaalarmowani wiadomością Bryana i Jillian o losie mieszkańców miasta, przyjaciele Danny'ego stają się podejrzliwi co do jego kuzynów Jacksona i Sally i jego zainteresowania pozostaniem z rodziną, co powoduje pogorszenie relacji z przyjaciółmi. Toni wysyła Vica, aby znalazł Danny'ego, polującego z Jacksonem w lesie. Vic widzi Piłozębnego (Saw Tooth) pożerającego jelenia zabitego przez Danny'ego podczas polowania.
Kiedy Danny planuje remont hotelu, który ma zostać ponownie otwarty w przyszłym roku, jego przyjaciele niechętnie zgadzają się zostać. Jillian i Bryan planują dyskretnie opuścić hotel, jednak w podziemnej łaźni kanibale atakują parę. Jillian zostaje zabita, ale Sally powstrzymuje ich przed zabiciem Bryana. Następnie ciągnie go do swojej sypialni i dusi poduszką.
Zwracając się teraz przeciwko swoim przyjaciołom podczas kłótni z Toni, Danny zostaje przedstawiony przez Jacksona i Sally swoim dawno zaginionym kanibalistycznym krewnym na polanie. Wyjaśniają Danny'emu ich pochodzenie i oznajmiają, że On również jest z rodu Hillicker. Okazuje się, że tylko Danny może podtrzymać tradycję i czystości krwi rodu. Tylko Danny może przedłużyć ich ród, ponieważ wcześniejsze dzieci rodzące się ze związków kazirodczych rodziły się zdeformowane. Vic podąża za nimi i podsłuchuje ich rozmowę, zostaje jednak schwytany i zamordowany a jego krew wypija Danny. Następnego dnia Toni, Rod i Charlie odkrywają, że Jackson przygotowuje posiłek w kuchni z rozczłonkowanych ludzkich zwłok, w tym Bryana i Jillian. Przerażeni, próbują uciec jednak napotykają kanibali, którzy zabijają zarówno Charliego, jak i Roda. Toni uzbraja się w karabin ze zbrojowni i wchodzi do łaźni, by skonfrontować się z Sally. Kiedy walczą, Toni oszpeca Sally w ognistej wodzie i odstrzeliwuje jej nogę z karabinu. Wściekły Jackson nakazuje Danny'emu zabić Toni, ale ten pozwala jej uciec. Jackson ściga ją, Toni dźga go w głowę kluczami do drzwi, zabijając go. Kanibale otaczają Toni i zabijają.
Rok po ponownym otwarciu kurortu i przemianowaniu go na Hillicker Springs, Danny zostaje nowym menadżerem i kontynuuje rodzinną tradycję, pozostając w związku z Sally.

## Obsada
- Anthony Ilott jako Danny
- Chris Jarvis jako Jackson Hilliker
- Aqueela Zoll jako Toni
- Sadie Katz jako Sally Hilliker
- Rollo Skinner jako Vic
- Billy Ashworth jako Rod
- Harry Belcher jako Charlie
- Joe Gaminara jako Bryan
- Roxanne Pallett jako Jillian
- Radoslav Parvanov jako Trójpalczasty (Three Finger)
- Danko Jordanov jako Piłozębny (Saw Tooth)
- Asen Asenov jako Jednooki (One Eye)
- Kicker Robinson jako Doucette
- Talitha Luke-Eardley jako Daria
- Luke Cousins jako Nick
- Josie Kidd jako Agnes Fields
- Venetka Georgieva jako kobieta z nadwagą